# Isidro J. Odena
Isidro Ramón Justo Odena (Corrientes, Argentina; 18 de octubre de 1906 - Ámsterdam, Países Bajos; 10 de  mayo de  1977) fue un empresario, periodista, abogado, político, escritor y guionista radial y teatral argentino.

## Carrera
Hijo de  Don Emilio Odena y  Doña Ana Castillo, fue un prestigioso libretista que incursionó extensamente en el ambiente radioteatral argentino.  Fue un periodista y escritor, el eje de su pensamiento estuvo en el campo político-social. Su tío fue el director general de Radio Stentor, Alfredo G. Pérez.
Egresado de la Facultad de Derecho de Buenos Aires, presidió el Centro de Estudiantes, la Federación Universitaria y el II." Congreso Nacional de Estudiantes Universitarios. En la época en la que era integrante de la Insurrexit, la SIDE lo mencionó en la lista de los "Comunistas infiltrados" en sectores del estado, presentadas en el Diario La Razón que por aquel entonces respondía bajo las directivas militares.
En la década del '30 se desempeñó como redactor de la publicación comunista "Argumentos" donde escribía sobre teatro, y en el Diario La Nación.
Trabajó junto a leyendas del radioteatro como Abel Santa Cruz, María Duval, Helena Cortesina y la española Lola Membrives (en Radio Philips). En 1934 por Stentor condujo Radio Platea y Platea Club junto a León Klimovsky.
En 1941 debuta en la pantalla grande como guionista y adaptador con el film Mamá Gloria inspirada en una de sus obras teatrales del mismo nombre, dirigida por Richard Harlan y encabezada por Olinda Bozán, Aída Luz, Pedro Maratea, y Oscar Valicelli.
Era dueño de la peña popular cultural “Signo” que funcionaba en el Hotel Castelar, propiedad de sus primos, donde se alojaba destacadas figuras del ambiente artístico y literario como Federico García Lorca, Alfonsina Storni, Enrique García Velloso y Pablo Neruda.
En lo referido a su amplia gestión radial sobresalen su función como libretista, crítico teatral y director artístico  de Radio Stentor desde 1931 hasta 1942. Producido el Golpe de Estado de 1955, el dictador Eduardo Lonardi emitió un bando donde Isidro Odena, fue nombrado Director Nacional de Radiodifusión, ocupando el cargo durante la Revolución Libertadora. También fue Vicepresidente de la Compañía Investigadora de Redes Privadas de Radio hasta 1956, Asesor de la Compañía Administradora de la Red de Emisoras Comerciales y Televisión, hasta 1958 y director de Comunicaciones.

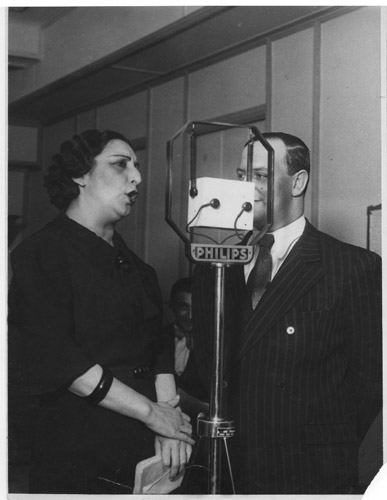
Lola Membrives (1888-1969) y Isidro J. Odena en una audición en Radio Philips.

Fue asesor de la Presidencia durante el gobierno del doctor Arturo Frondizi, por lo que tuvo importantes intervenciones ligadas personalidades  políticas y al medio radiovisual como Fernando de la Rúa, Rogelio Frigerio, el dirigente socialista Alfredo Palacios, la novelista Marta Lynch, el director Leopoldo Torre Nilsson y el guionista Antonio Cunill Cabanellas.
Considerado como uno de los autores del desarrollismo tuvo actuaciones en el MID, además de ser un notable intelectual de la  A.I.A.P.E y la P.C. Luego pasó a ser diputado por el Frejuli.
Entre sus innumerables publicaciones se destacan:
- Elementos para la formación de un Teatro Nacional, contribución de Corrientes (1943).
- Claves para un país maduro (1956).[9]
- La intervención ilegal en Santo Domingo (1965).
- Entrevista con el mundo en transición primera (1975) y segunda edición (1976). Un libro que sacó conclusiones teróicas y prácticas de la coexistencia pacífica cuando aún denominaban  los esquemas mentales de la Guerra Fría[10]
- Libertadores y desarrollistas. Memorial de la Patria. 1955-1962 (1977).[11]

## Tragedia y fallecimiento
Isidro J. Odena muere trágicamente el martes 10 de mayo de 1977 en un voraz y misterioso incendio producido en el lujoso Hotel Polen en Ámsterdam, Holanda. Sus cenizas fueron trasladas en septiembre de ese año a su país natal. Tenía 70 años de edad.